# Alton Ford
Alton Ford jr. (Houston, 29 maggio 1981 – 2 aprile 2018) è stato un cestista statunitense, professionista nella NBA, in Europa e in Cina.

## Carriera
È stato selezionato dai Phoenix Suns al secondo giro del Draft NBA 2001 (51ª scelta assoluta).
È morto nel 2018 per un linfoma, lasciando la moglie Victoria e tre figli.

## Palmarès
- McDonald's All-American Game (2000)